# معارضة مخلصة
المعارضة المخلصة أو المعارضة الموالية في أنظمة الحكم البرلمانية، هي أحزاب المعارضة في المجلس التشريعي. تشير كلمة «إخلاص» إلى أن الأحزاب غير الحاكمة قد تعارض تصرفات مجلس الوزراء الحالي بينما تظل مخلصة لمصدر سلطة الحكومة، مثل الملك أو الدستور. يسمح هذا الولاء بانتقال سلمي للسلطة وتعزيز مستمر للمؤسسات الديمقراطية. ظهرت فكرة المعارضة الاستقصائية التي تحاسب السلطة التنفيذية في بريطانيا.

## مفهوم
هذه العبارة مشتقة من استخدام جون هوبهاوس في عام 1826 في نقاش في البرلمان البريطاني لمصطلح معارضة صاحب الجلالة الموالية.  ويقصد به توضيح أن أعضاء البرلمان في الهيئة التشريعية للبلد قد يعارضون سياسات الحكومة الحالية - التي تتألف عادةً من برلمانيين من الحزب الذي يتمتع بأكبر عدد من المقاعد في المجلس التشريعي المنتخب - مع الحفاظ على الاحترام للسلطة الأعلى للدولة وإطار أكبر تعمل ضمنه الديمقراطية. وهكذا، يسمح المفهوم بالمعارضة الضرورية لديمقراطية فاعلة دون خوف من اتهامه بالخيانة.
كما قال مايكل إجناتيف، الزعيم السابق للمعارضة الموالية في مجلس العموم الكندي، في خطاب ألقاه عام 2012 في جامعة ستانفورد:

## دول الكومنولث
توجد فكرة المعارضة الموالية في العديد من دول الكومنولث، حيث يُطلق عليها رسميًا اسم معارضة صاحبة (صاحب) الجلالة المخلصة، وبشكل غير رسمي المعارضة الرسمية،  مع رئيس أكبر حزب معارض -عادة ما يحتل المرتبة الثانية من حيث عدد المقاعد- يتم تعيينه على أنه زعيم المعارضة. ظهر هذا التقليد في أقدم عوالم الكومنولث - المملكة المتحدة - خلال القرن الثامن عشر.
نتيجة لهذا التطور البرلماني، أصبح حق السيادة في العرش أكثر واقعية، حيث تدقق المعارضة في التشريعات والسياسات الحكومية، بدلاً من الانخراط في النزاعات بين المرشحين المتنافسين على التاج، كل منهم مدعوم من قبل مجموعات دينية واقتصادية مختلفة. علاوة على ذلك، فإن قبول شيء مثل المعارضة الموالية في البرلمان كان عاملاً في تطوير نظام حزبي صارم في المملكة المتحدة؛ أدى فصل ولاء أعضاء البرلمان للتاج عن معارضتهم لوزراء السيادة إلى إلغاء فكرة أنه لا يمكن إلا أن يكون هناك «حزب ملك» واحد وأن معارضته ستكون خيانة.
ترسخ مفهوم المعارضة البرلمانية الموالية في البلدان الأخرى لكونها مستعمرات بريطانية سابقة، والتي انتقلت إليها المؤسسات البرلمانية البريطانية. وهكذا، فإن عبارة معارضة صاحب الجلالة المخلصة كانت موجودة في بعض دول الكومنولث حتى قبل لقب رئيس الوزراء.  أيضًا، في البلدان الفيدرالية، مثل كندا وأستراليا، تُستخدم العبارة أيضًا في المجالس التشريعية الإقليمية أو الحكومية، بنفس الطريقة كما في البرلمانات الأخرى.